# Mark Chisholm
Pour les articles homonymes, voir Chisholm.

a Compétitions nationales et continentales officielles uniquement.

b Matchs officiels uniquement.
Dernière mise à jour le 30 novembre 2017.
Mark D. Chisholm, né le 18 septembre 1981 à Gladstone (Australie), est un joueur de international australien de rugby à XV évoluant au poste de deuxième ligne (1,97 m pour 117 kg). Lors de sa carrière en Australie, où il joue avec la franchise des Brumbies en Super 12, il remporte l'édition 2004 de cette compétition. Il rejoint ensuite le championnat de France pour évoluer au sein de l'Aviron bayonnais. En 2015, il rejoint pour 2 ans la province irlandaise du Munster.

## Carrière
Mark Chisholm, international australien des moins de dix-neuf ans, puis des moins de vingt-et-un ans en 2001 et 2002, rejoint la franchise des Brumbies en 2003 en provenance des Queensland Reds, où il évolue au sein de l'Energex Reds College, mais ne dispute pas le Super 12. Il fait ses débuts dans cette compétition lors de la saison 2003, lors dune rencontre face aux sud-africains des Cats. Il dispute au total sept rencontres. Après une nouvelle saison de Super 12, avec treize matchs et six essais, et une victoire dans la compétition, d'abord 32  17 face aux Waikato Chiefs en demi-finale puis 47 à 38 face aux Canterbury Crusaders, il figure pour la première fois dans une sélection des Wallabies, face à l'Écosse en novembre.
l'année suivante, après onze rencontres de Super 12 et un essai marqué, il retrouve les Wallabies, disputant douze rencontres sur l'année, dont cinq de Tri-nations. Il inscrit son premier essai international face aux Samoa, puis récidive face à l'Italie, avant d'inscrire un essai face aux All Blacks lors d'une défaite à Auckland.
Lors de la première saison de Super 14, il dispute treize rencontres avec les Brumbies, inscrivant deux essais. Il dispute également treize rencontres avec l'Australie, débutant avec deux tests face aux Anglais, avec un essai lors de la victoire à Melbourne. Il dispute également les six rencontres du Tri-nations 2006, inscrivant un essai lors de la victoire 49 à 0 face aux Sud-Africains. 
Après trois essais et treize rencontres lors du Super 14, il retrouve les Wallabies, disputant neuf rencontres, dont trois du Tri-nations et trois lors de la coupe du monde 2007, face au pays de Galles, les Fidji et le Canada. 
Lors de la  saison 2008 de Super 14, il inscrit de nouveau trois essais, disputant treize rencontres. Il retrouve la sélection australienne lors lu match perdu de Bledisloe Cup face à la Nouvelle-Zélande, puis lors la tournée en Europe en novembre, disputant les quatre rencontres, trois victoires conte l'Italie, l'Angleterre et la France, avant de s'incliner face au pays de Galles, rencontre où il inscrit un essai.
En 2009, il dispute sept rencontres du Super 14 et inscrit un essai. Avec les Wallabies, il dispute huit rencontres, dont quatre lors du Tri-nations. Après sept saisons consécutives où il inscrit au moins un essai, il ne marque par le moindre point lors de ses douze matchs de la saison 2010. Il dispute dix rencontres avec les Wallabies, dont deux lors du Tri-nations. Comme la saison précédente, il ne marque pas le moindre essai lors de la première édition du Super, en Super 15, où il participe à quatorze rencontres. Une blessure, rupture du ligament croisé antérieur lors d'une rencontre contre les Queensland Reds, met un terme à son espoir de disputer la coupe du monde 2011. 
Quelques jours plus tôt, sa signature avec le club français l'Aviron bayonnais est annoncée. Il dispute finalement sa première rencontre avec son nouveau club à l'occasion du challenge européen, face aux Italiens de Rovigo.
En août 2012, il est désigné capitaine de l'équipe pour la nouvelle saison. En décembre de la même année, il prolonge son contrat au sein du club basque pour trois saisons supplémentaires.
En juillet 2015, après la rétrogradation du club bayonnais en Pro D2, il se met d'accord avec ce dernier pour mettre un terme à son contrat. Il rejoint la province irlandaise du Munster.

## Palmarès

### En club
- 32 matchs de Super 12/14 avec les Brumbies
- Vainqueur du Super 12 en 2004

### En équipe nationale
Au 8 août 2015, Mark Chisholm compte un total de 58 rencontres disputées sous le maillot australien, dont 33 en tant que titulaire, pour un bilan de 33 victoires, 23 défaites et deux nuls. Parmi celles-ci, trois sont disputées dans le cadre de la coupe du monde, trois victoires lors de l'édition 2007, et 17 dans le cadre du Tri-nations, cinq victoires et douze défaites. Il inscrit 30 points, six essais.
Il obtient sa première cape internationale le 6 novembre 2004, à l’occasion d’un match contre l'équipe d'Écosse.